# Hamish Imlach
Hamish Imlach (* 10. Februar 1940 in Kalkutta; † 1. Januar 1996) war ein schottischer Folksänger. Seinen größten Hit hatte er in den späten 1960ern mit dem Lied „Cod Liver Oil and the Orange Juice“, ansonsten war er eher durch seine Live-Auftritte bekannt. Trotzdem hatte seine Musik nennenswerten Einfluss auf andere Musiker, insbesondere auf John Martyn und Billy Connolly.

## Diskographie
- Hamish Imlach (XTRA, 1966)
- Before and After (XTRA, 1967)
- Live (XTRA, 1967)
- The Two Sides of Hamish Imlach (XTRA, 1968)
- Ballads of Booze (XTRA, 1969)
- Old Rarity (XTRA, 1971)
- Fine Old English Tory Times (XTRA, 1972)
- Murdered Ballads (XTRA, 1973)
- Scottish Sabbath (Autogram, 1976)
- A Man's a Man (Autogram, 1978) mit Iain MacKintosh
- The Sporting Life (Musikiste, 1981)
- Sonny's Dream (Lismor, 1985)
- Portrait (Musikiste, 1989)
- I Was Born in Glasgow (Gallus Music, 1991)
- Two's Company (Vindaloo Music, 1993) mit Muriel Graves
- More and Merrier (Lochshore, 1995) mit Muriel Graves und Kate Kramer